# 松果喷泉

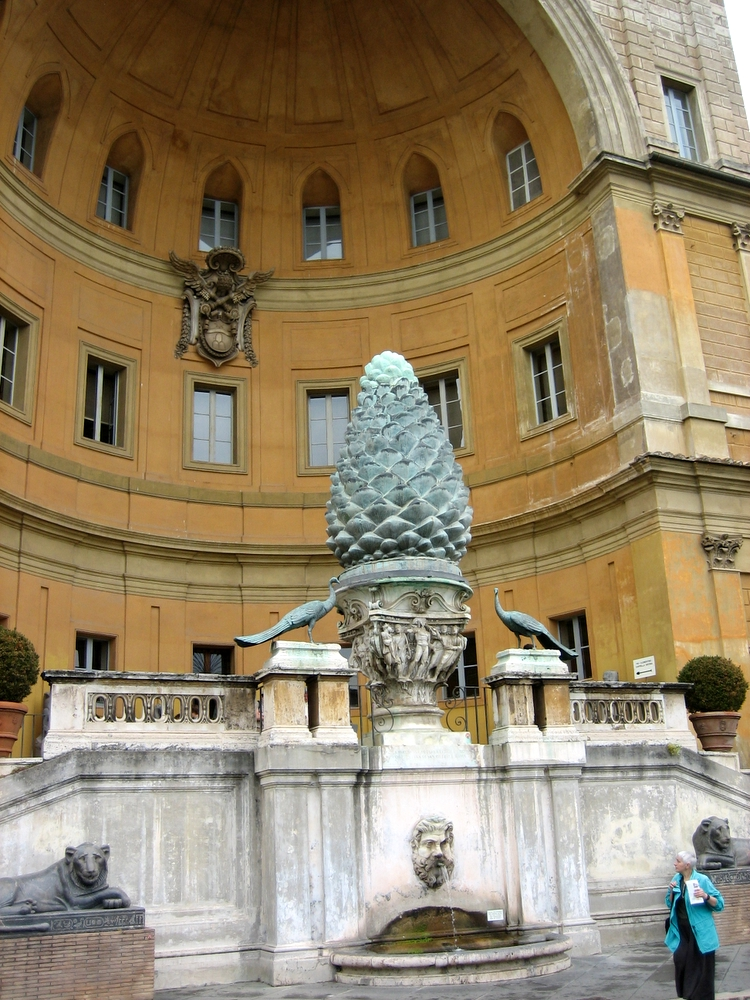
松果喷泉(1st century AD)

松果喷泉（Fontana della Pigna）曾是一个喷泉，目前装饰罗马梵蒂冈一个巨大的壁龛，面临松果中庭（Cortile della Pigna）。
青铜松果高约四米。
松果喷泉原本站在万神殿附近，毗邻伊西斯神庙。在中世纪移动到老圣伯多禄大殿的庭院，然后在1608年移动到现在的位置.
它所在的庭院原本是观景中庭（Cortile del Belvedere）的一部分，由多纳托·伯拉孟特设计，连接诺森八世的宫殿与西斯廷礼拜堂。伯拉孟特去世后，建筑师Pirro Ligorio完成了这个工程，并增加了墙壁和壁龛。梵蒂冈图书馆 的兴建将观景中庭分为两个区域。庭院的上半部分，松果中庭就是得名于喷泉。
喷泉两侧的青铜孔雀是皇帝哈德良陵墓（现在的圣天使城堡）装饰的复制品。原来的孔雀在新翼博物馆。

## 里米尼喷泉
在意大利里米尼还有另外一个喷泉，也被称为松果喷泉，也起源于古罗马。松果雕塑安装于1807年，以取代被拿破仑军队破坏的16世纪使徒保罗雕像。